# Belém do Piauí
Pour les articles homonymes, voir Belém (homonymie).
Belém do Piauí est une municipalité brésilienne située dans l'État du Piauí.